# فرودگاه صحرایی ژیلت
فرودگاه صحرایی ژیلت (به انگلیسی: Gillette Field Airport) یک فرودگاه خصوصی است که یک باند فرود چمن دارد و طول باند آن ۸۸۳ متر است. این فرودگاه در شهر سکیو، اورگن کشور ایالات متحده آمریکا قرار دارد و در ارتفاع ۲۲۴ متری از سطح دریا واقع شده‌است.